# Plano (Iowa)
Plano é uma cidade localizada no estado americano de Iowa, no Condado de Appanoose.

## Demografia
Segundo o censo americano de 2000, a sua população era de 58 habitantes.
Em 2006, foi estimada uma população de 58, um aumento de 0 (0.0%).

## Geografia
De acordo com o United States Census Bureau tem uma área de
1,5 km², dos quais 1,5 km² cobertos por terra e 0,0 km² cobertos por água. Plano localiza-se a aproximadamente 315 m acima do nível do mar.

## Localidades na vizinhança
O diagrama seguinte representa as localidades num raio de 16 km ao redor de Plano.